# Jeep Gladiator
Il Jeep Gladiator è un pick-up prodotto dalla casa automobilistica Jeep dal 1962 al 1988.
Nel 1971 il nome Gladiator venne abbandonato e il veicolo venne ribattezzato semplicemente come Jeep Pick-Up.

## Storia

### 1962-1971: Jeep Gladiator
Introdotto nel 1962 come “Model Year 1963”, il Gladiator era un pickup che condivideva la sua architettura di base di telaio, parte frontale e abitacolo con il Jeep Wagoneer. 
Le designazioni dei vari modelli erano J200 (passo corto da 120 pollici, fino alla metà del 1965) e J200 (passo lungo da 126 pollici, fino alla metà del 1967). Successivamente vennero ribattezzate J2000 e J3000 (che hanno sostituito rispettivamente j200 e j300), senza importanti alterazioni esterne: le modifiche sono state limitate ai miglioramenti alla trasmissione. Venne introdotta anche la versione J4000, con un passo più lungo di 132 pollici (3.400 mm).
I Gladiator erano disponibili in versione due ruote motrici RWD o quattro ruote motrici 4WD, con doppie ruote posteriori gemellate opzionali. Una notevole innovazione è stata la sospensione anteriore indipendente al posto dell’assale anteriore rigido. 
Il motore era il Jeep Tornado da 3,8 litri e sei cilindri in linea da 142 CV. Fu il primo motore a camme in testa di produzione montato su un pick-up leggero americano e fu uno dei primi motori OHC offerti da un produttore americano. 
Ulteriori innovazioni per i pickup a quattro ruote motrici furono la trasmissione automatica opzionale, i freni a disco, il servosterzo e proprio come Jeep del primo dopoguerra numerosi accessori che includevano spazzaneve e spingi piastre. 
All'inizio del 1963, Willys Motors cambiò il nome in Kaiser Jeep Corporation.
Nel 1965 divenne disponibile il motore AMC V8 da 5,4 litri erogante 252 CV (186 kW) e 461 N⋅m di coppia a 2600 giri m/min. Il motore Tornado standard è stato sostituito dal 3,8 litri OHV sei cilindri della American Motors Corporation.
Nel 1967 tutte le versioni a due ruote motrici (RWD), ad eccezione del modello base J100, furono tolte di produzione a causa delle scarse vendite. 
Dal 1968 al 1971 i pickup Jeep offrirono il motore Buick 350 da 5,7 litri erogante 233 CV.
L'American Motors Corporation (AMC) acquistò le operazioni della Kaiser Jeep nel 1970 quando Kaiser Industries decise di abbandonare l'attività automobilistica. I pick-up Jeep di conseguenza adottarono tutti i motori AMC per migliorare le prestazioni e standardizzare la produzione e l'assistenza. Il motore Buick è stato sostituito dall’AMC V8 da 5,9 L o 6,6 L. 
Nel 1970, la griglia anteriore del Gladiator fu cambiata adottando la medesima del SUV Jeep Wagoneer. Questo è stato il primo restyling del modello dalla sua introduzione. Il badge AMC è stato aggiunto sulla griglia frontale.

### 1971-1988: Jeep Pick-Up (serie J)
Il nome del Gladiator fu abbandonato dopo il 1971 e il veicolo venne ribattezzato semplicemente come Jeep Pick-Up, o serie J (la denominazione delle varie versioni venne mantenuta). Le designazioni dei vari modelli erano J2000 e J4000 (la serie J3000 non fu più prodotta dal 1971). Dal 1974 al 1988 vennero ribattezzati J10 e J20.
Dal 1971 al 1972 i pickup Jeep offrirono il propulsore AMC 5.0 213 CV V8 come opzione. 
Il motore base era l’AMC 4.2 sei cilindri in linea da 114 cavalli e 285 N⋅m di coppia. 
Il motore AMC da 5.9 litri è stato offerto dal 1971 fino al 1988. Produceva nelle prime versioni 177 CV e 332 N⋅m di coppia. Successivamente venne potenziato a 198 CV e 400 N⋅m di coppia. Il sistema di trazione integrale Quadra-Trac era disponibile su tutti i motori.
Dal 1974 al 1978 venne proposto anche il motore top di gamma AMC da 6,6 litri erogante 228 CV e 434 N⋅m di coppia ma a causa degli alti costi di gestione e dei consumi elevati non riscontrò molti consensi. 
Il 1983 vide il debutto del nuovo sistema a quattro ruote motrici full-time Selec-Trac che sostituire il precedente Quadra-Trac.
Nel 1981 debutta un restyling per la versione J10 e la denominazione cambia in Jeep CJ-10, con frontale e cabina simili a quelli della Jeep CJ e cassone posteriore riprogettato ed ingrandito dal design molto più squadrato.

### Fina produzione
Chrysler acquistò AMC nel 1987. La gamma di Jeep Pickup ormai era anziana e non più competitiva sul mercato inoltre entrava direttamente in concorrenza con la gamma più ampia di pick-up prodotti dalla Dodge (marchio del gruppo Chrysler). Il veicolo uscì di produzione nel 1988 sostituito dal piccolo Jeep Comanche che altro non era che la versione pick-up del fuoristrada Jeep Cherokee (XJ). 

## Riutilizzo del nome
La denominazione Gladiator è stata riutilizzata dalla Jeep per un pick-up di medie dimensioni prodotto dall’aprile del 2019 e derivato dalla piattaforma del fuoristrada Jeep Wrangler.